# Glacier Corral del Veleta
Le glacier Corral del Veleta est un ancien glacier d'Espagne qui se trouvait sur l'ubac du Veleta, dans la Sierra Nevada. Disparu en 1913, il constituait jusqu'à cette date le glacier le plus méridional d'Europe, titre détenu depuis par le glacier du Calderone.